# السودان في الألعاب البارالمبية الصيفية 1980
بدأ السودان مشاركته الأولى في الألعاب البارالمبية الصيفية في عام 1980 في آرنم. وقد مثل البلد أحد عشر رياضيًا تنافسوا في ألعاب القوى والسباحة وتنس الطاولة.
فاز السودان بميدالية واحدة، حيث حصل محمد بشير التجاني على الميدالية الذهبية في دفع الجلة لفئة 1B للرجال.
كانت هذه آخر مشاركة للسودان في الألعاب البارالمبية قبل عام 2004.

## روابط خارجية
- اللجنة البارالمبية الدولية